# Just Dance (computerspel)
Just Dance is een muziekspel ontwikkeld en uitgeven door Ubisoft voor de Wii. Het spel werd op 17 november 2009 uitgebracht in de Verenigde Staten, 26 november 2009 in Australië en op 27 november 2009 in Europa. De titel van het spel is afgeleid van Lady Gaga's nummer "Just Dance". In Just Dance gebruiken de spelers de Wii-afstandsbediening en moeten de bewegingen van de choreografen zo goed mogelijk nabootsen. De spelers verdienen punten, afhankelijk welke bewegingen ze nabootsen en hoe goed ze ze uitvoeren. Een vervolg, Just Dance 2, werd uitgebracht in 2010.

## Spelverloop
Het spel heeft drie gameplay modi: normale modus, waar spelers een nummer kunnen kiezen en daarop kunnen dansen, een last one standing-modus, waarin spelers worden geëlimineerd als ze een lage score hebben of als ze te veel fouten hebben gemaakt, en een strike a pose-modus, waarin spelers de juiste pose moeten nabootsen die wordt afgebeeld op het televisiescherm. Er is ook een practice mode waarbij spelers nummers kunnen oefenen, maar er geen score wordt bijgehouden. Het spel bevat ook een warm-upmode; daarbij is het lied Warm-Up van Crispy Duck te horen.

## Lijst met nummers
Het spel bevat 32 nummers.
| Nummer                        | Artiest                                        | Jaar | Niveau | Inspanning | Danser | Shake |
| ----------------------------- | ---------------------------------------------- | ---- | ------ | ---------- | ------ | ----- |
| A Little Less Conversation    | Elvis Presley featuring JXL                    | 1968 | 2      | 2          | ♂      | Nee   |
| Acceptable in the 80s**       | Calvin Harris                                  | 2007 | 3      | 3          | ♀      | Nee   |
| Bebe                          | Divine Brown                                   | 2008 | 2      | 1          | ♀      | Nee   |
| Can't Get You Out of My Head  | Kylie Minogue                                  | 2001 | 2      | 1          | ♀      | Nee   |
| Cotton Eye Joe                | Rednex                                         | 1994 | 1      | 3          | ♀      | Nee   |
| DARE**/***                    | Gorillaz                                       | 2005 | 2      | 1          | ♂      | Nee   |
| Eye of the Tiger***           | Survivor                                       | 1982 | 1      | 3          | ♀      | Ja    |
| Fame*/**/***                  | Irene Cara                                     | 1980 | 1      | 3          | ♀      | Nee   |
| Funplex (CSS Remix)**         | The B-52's                                     | 2008 | 2      | 2          | ♀      | Ja    |
| Girls & Boys                  | Blur                                           | 1994 | 2      | 2          | ♀      | Nee   |
| Girls Just Want to Have Fun   | Cyndi Lauper                                   | 1983 | 1      | 2          | ♀      | Nee   |
| Groove Is in the Heart        | Deee-Lite                                      | 1990 | 3      | 2          | ♀      | Ja    |
| Heart of Glass**              | Blondie                                        | 1979 | 2      | 1          | ♀      | Nee   |
| Hot N Cold (Chick Version)*** | Katy Perry                                     | 2008 | 1      | 3          | ♀      | Nee   |
| I Get Around                  | The Beach Boys                                 | 1964 | 2      | 1          | ♂      | Nee   |
| I Like to Move It**/***       | Reel 2 Real                                    | 1994 | 2      | 2          | ♀      | Nee   |
| Jerk it Out                   | Caesars                                        | 2003 | 3      | 3          | ♂      | Nee   |
| Jin-go-lo-ba**/***            | Fatboy Slim                                    | 2004 | 3      | 2          | ♀      | Ja    |
| Kids in America**             | Kim Wilde                                      | 1980 | 2      | 2          | ♀      | Nee   |
| Le Freak                      | Chic                                           | 1978 | 2      | 1          | ♀      | Nee   |
| Louie Louie                   | Iggy Pop                                       | 1993 | 1      | 3          | ♂      | Ja    |
| Lump                          | The Presidents of the United States of America | 1994 | 1      | 3          | ♂      | Ja    |
| Mashed Potato Time**          | Dee Dee Sharp                                  | 1962 | 1      | 1          | ♀      | Nee   |
| Pump Up the Jam               | Technotronic                                   | 1989 | 2      | 3          | ♂      | Nee   |
| Ring My Bell***               | Anita Ward                                     | 1979 | 1      | 1          | ♀      | Nee   |
| Step by Step**/***            | New Kids on the Block                          | 1989 | 2      | 2          | ♂      | Nee   |
| Surfin' Bird                  | The Trashmen                                   | 1963 | 1      | 3          | ♂      | Ja    |
| That's the way (i like it)**  | KC and the Sunshine Band                       | 1975 | 3      | 1          | ♂      | Nee   |
| U Can't Touch This**/***      | MC Hammer                                      | 1992 | 2      | 3          | ♂      | Nee   |
| Wannabe                       | Spice Girls                                    | 1996 | 1      | 2          | ♀      | Nee   |
| Who Let the Dogs Out?**/***   | Baha Men                                       | 2000 | 3      | 2          | ♂      | Ja    |
| Womanizer*                    | Britney Spears                                 | 2008 | 2      | 1          | ♀      | Nee   |

- "*" wijst aan dat de track een cover is, niet de originele versie.
- "**" wijst aan dat de track een DLC is in Just Dance 3.
- "***" wijst aan dat de track ook in Just Dance: Best Of/Just Dance: Greatest Hits bevat.

## Prijzen
Just Dance 3 won in 2012 een Kids' Choice Award in de categorie 'favoriete videospel'. In 2013 won Just Dance 4 een Kids' Choice Award in dezelfde categorie.